# Écrivain

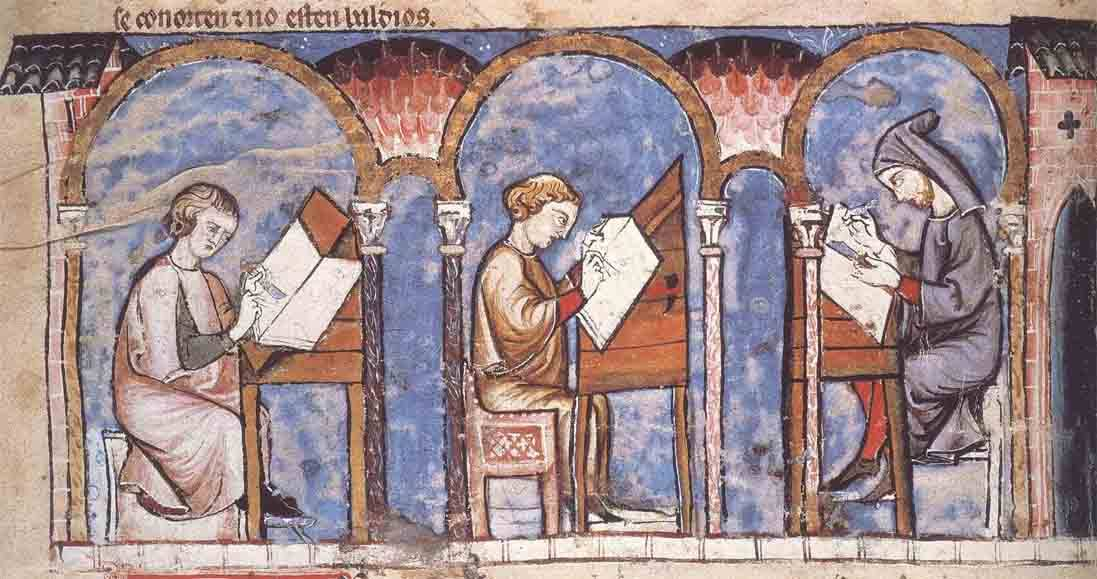
Trois copistes travaillant dans un scriptorium (enluminure du Livre des jeux d'Alphonse X, roi de Castille et León, 1283).

Un écrivain, ou une écrivaine, est, à l'origine, une personne qui est habile dans l'art d'écrire ou qui en fait son métier (le maître écrivain). Par la suite, le terme a désigné l'auteur d'ouvrages littéraires, également désigné par l'expression « homme de lettres » ou « femme de lettres ». Cette signification est devenue principale de nos jours. Dans la suite de cet article, le mot « écrivain » est utilisé pour désigner toute personne qui exerce ce métier.

## L'écrivain dans l'histoire

### Premiers écrivains, descendants des scribes
Étymologiquement, l'escrivein qui apparaît au XIIe siècle est le descendant direct du scribe. Il en est de même de sa fonction, qui consiste à mettre par écrit ou recopier ce que d'autres veulent transmettre. Au début du XIIIe siècle, Rutebeuf le définit aussi comme un « scribe de sa propre production », et dans la seconde partie du XIIIe siècle, l'écrivain est aussi compris comme celui qui compose des livres.

### AuxXVIIeetXVIIIesiècles, écrivains contre auteurs
Au XVIIe siècle, les personnes qualifiées d'« auteurs » ne sont plus considérées comme les producteurs originaux d'écrits, mais plus des personnes exerçant une autorité morale, et sources de savoir qu'il faut respecter. Dans le même temps, se développent les œuvres dont les qualités jugées importantes sont « le bel esprit », et les qualités esthétiques. Les rédacteurs de ces œuvres peuvent difficilement alors être qualifiés d'auteurs, et progressivement, ils sont désignés par le mot « écrivain ».
Le statut social contemporain d'écrivain, désignés plus couramment comme hommes de lettres, se dégage[pas clair] au XVIIIe siècle avec le rayonnement des philosophes des Lumières, « à l'époque où s'accroît le prestige de l'individu qui expose sa subjectivité et qui met ses capacités d'intellect et d'écriture au service de l'opinion publique ».
À cette époque, le souhait des auteurs de vivre de leur œuvre, confronté aux nouveaux défis techniques de l'édition, met en relief l'originalité et la propriété du travail de l'esprit. Le manuscrit autographe devient la preuve d'une telle activité, donc des droits correspondants. Des écrivains se mettent à réfléchir sur la notion d'œuvre de leur vie, et être archivistes d'eux-mêmes, par la conservation de leurs manuscrits. Jean-Jacques Rousseau est un précurseur de ce mouvement, et Goethe, puis Borges, entre autres, se sont souciés de ce qu'était le corpus de leur œuvre. Ce corpus peut également être établi par une autre personne que l'écrivain, après sa mort, par exemple, Edmond Malone, pour Shakespeare, fut le premier à vouloir relater la vie d'un écrivain en correspondance avec son œuvre. En corollaire, la notion de « droit d'auteur » apparaît elle aussi au XVIIIe siècle, d'abord dans le domaine de la musique, en particulier avec le cas de Haendel qui revendique une rémunération pour les interprétations publiques de son œuvre Le Messie. Le concept s'étend alors aux autres domaines de la création artistique, dont la littérature. Samuel Johnson, en 1755, s'indigne dans sa Lettre à Chesterfield de n'avoir pratiquement pas reçu de rétribution pour son Dictionnaire. En France, Beaumarchais fonde la première société d'auteurs en 1777.

### AuXIXesiècle, le sacre des écrivains
Si le XVIIIe siècle voit l'avènement d'un corps de citoyens reconnus pour leur statut d'écrivain, leur consécration a lieu selon Paul Bénichou après la Révolution, au XIXe siècle qui voit l'écrivain « contraint d'investir les lieux jadis réservés aux ecclésiastiques et d'assumer ainsi une autorité morale », avec notamment les « Romantiques qui réactualisent la notion du sacré désormais vécu dans son rapport avec l'écriture ».
Selon Isabelle Diu et Élisabeth Parinet, le nombre d'auteurs en France croît d'environ 3 000 à la fin du XVIIIe siècle à 15 000, dont 3 500 femmes de lettres en 1914, pour atteindre 40 000 dans les années 1970.

## AuXXIesiècle
Sont considérés comme écrivains les personnes qui pratiquent un métier relevant de l'écriture littéraire et donc particulièrement :
- les romanciers et romancières ;
- les essayistes ;
- les nouvellistes ;
- les poètes ;
- les fabulistes ;
- les dramaturges ;
- les critiques littéraires ;
- les pamphlétaires.

Exemples
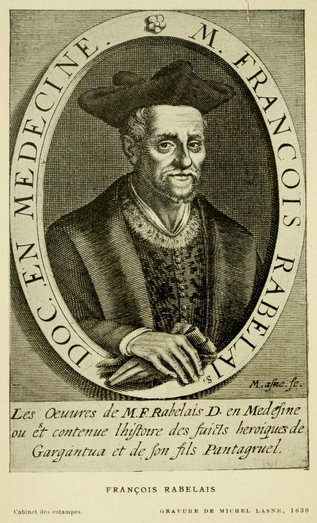
François Rabelais.
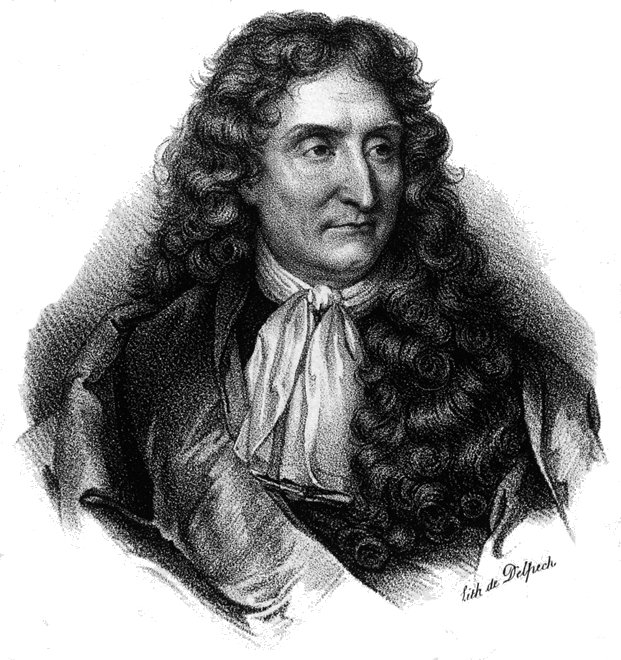
Jean de La Fontaine.
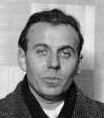
Louis-Ferdinand Céline.
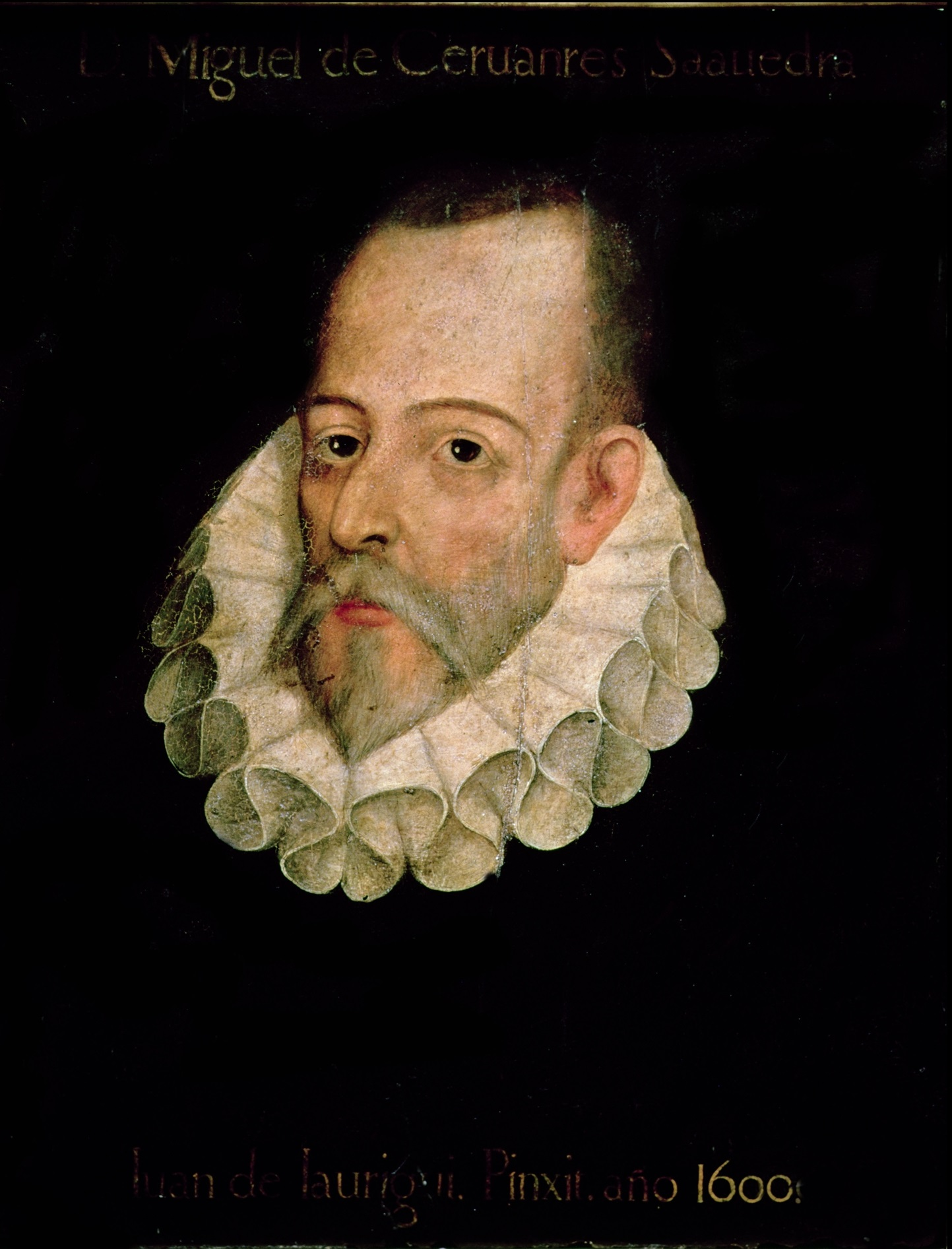
Miguel De Cervantès.
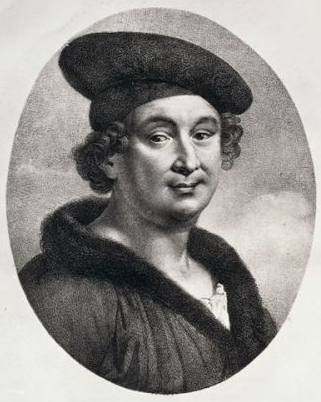
François Villon.

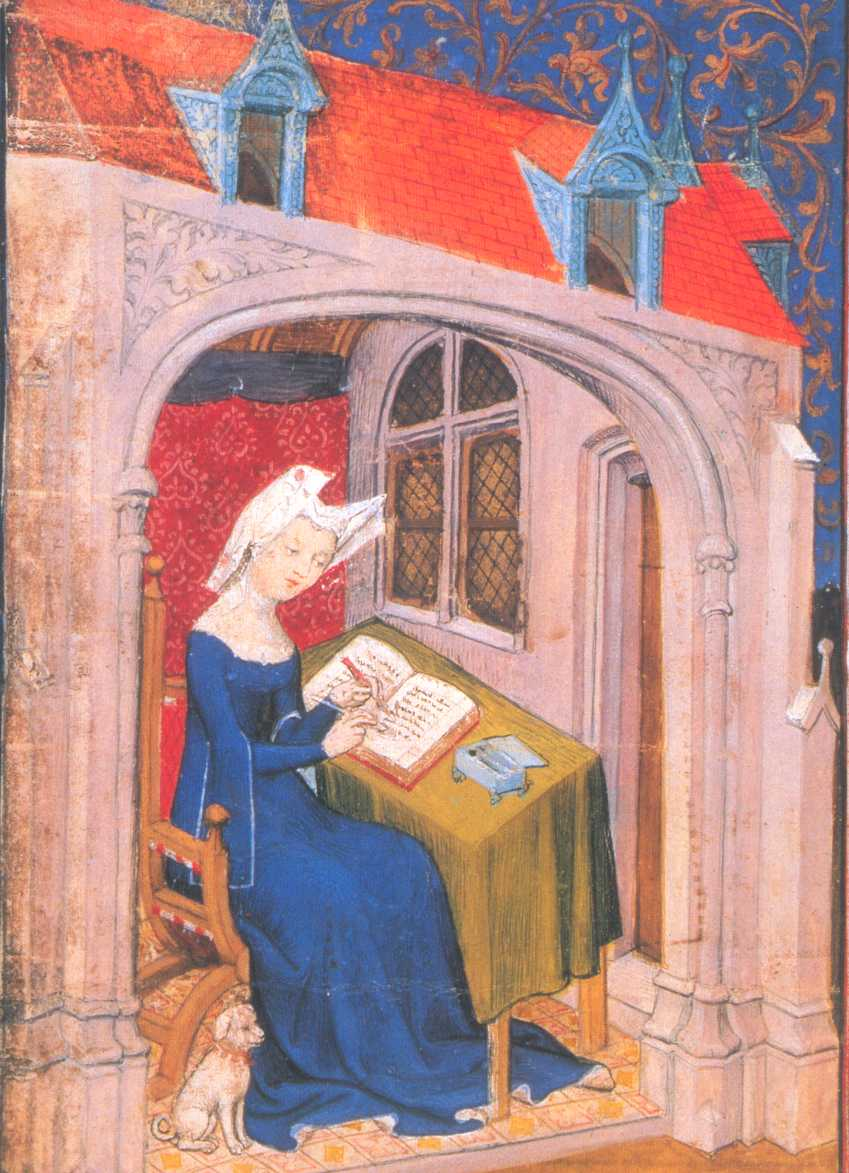
Christine de Pisan.
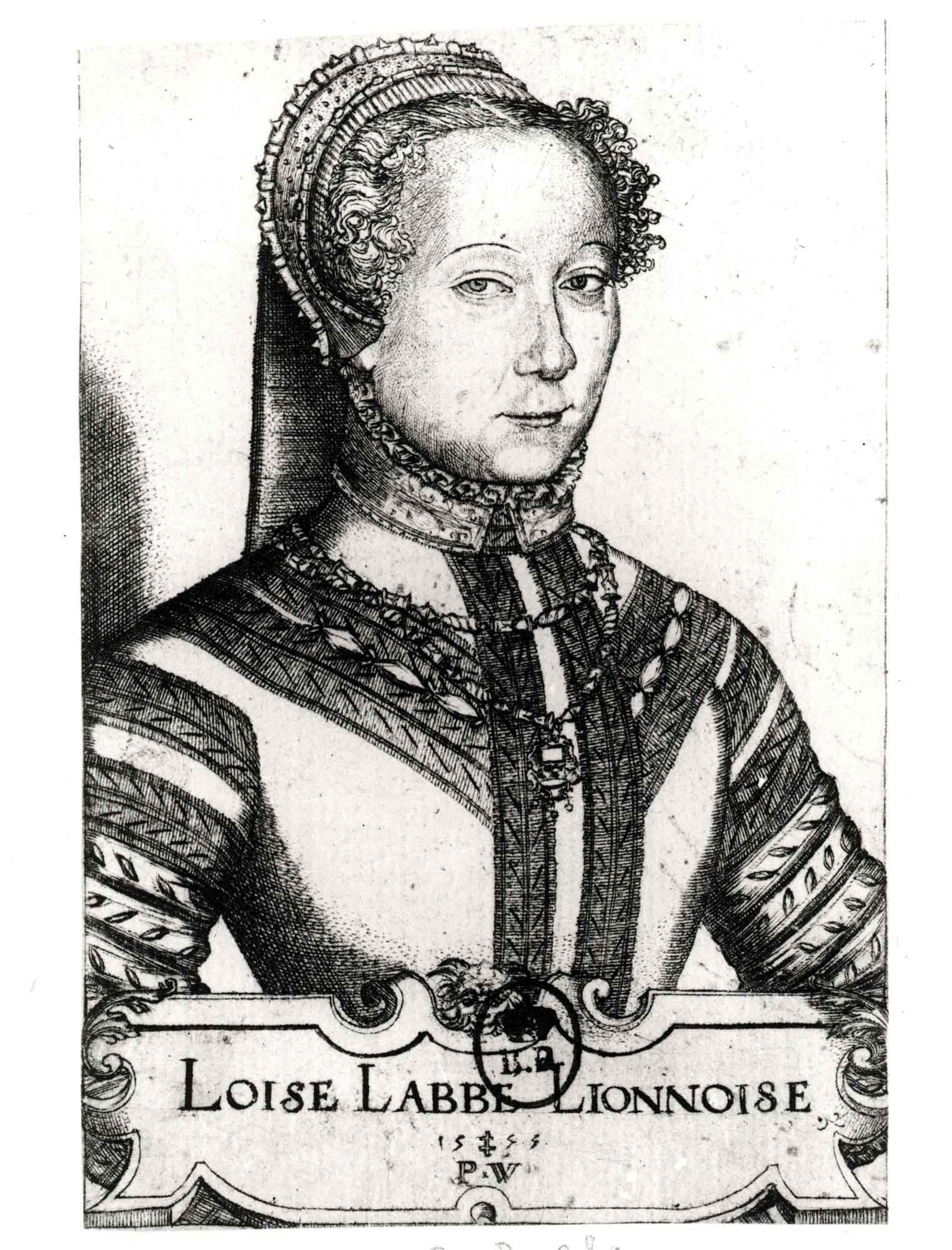
Louise Labé.
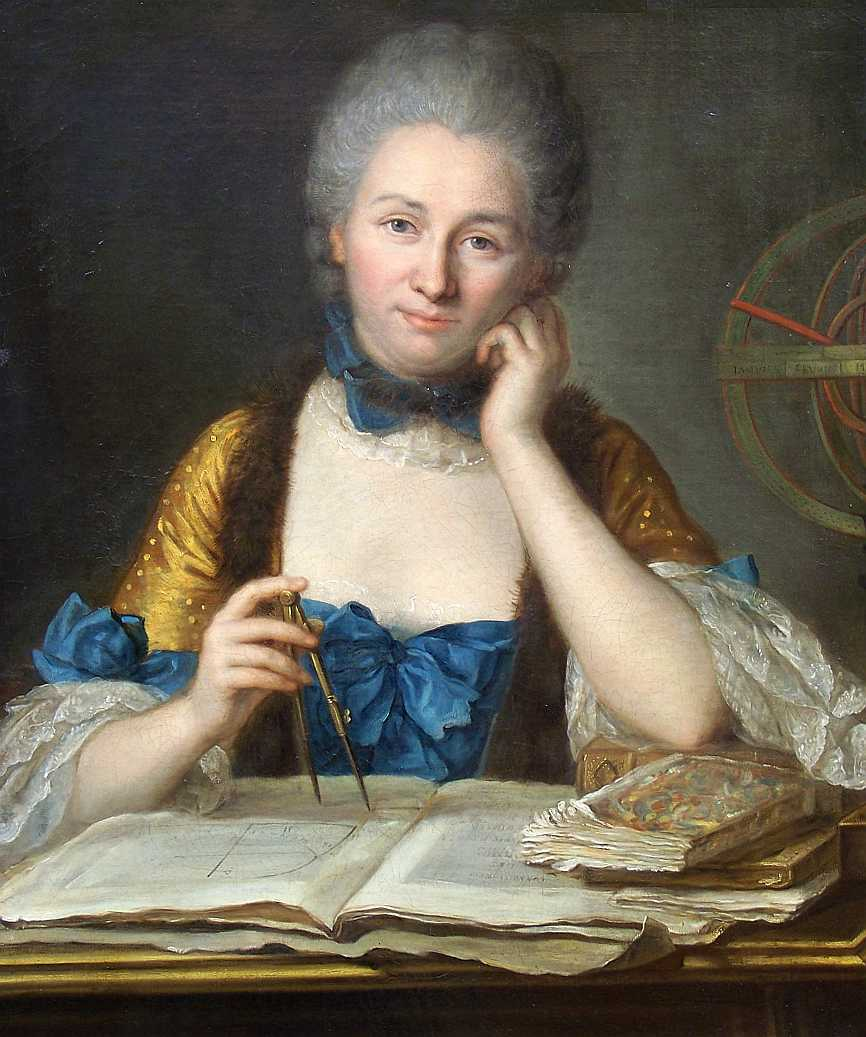
Émilie du Châtelet.
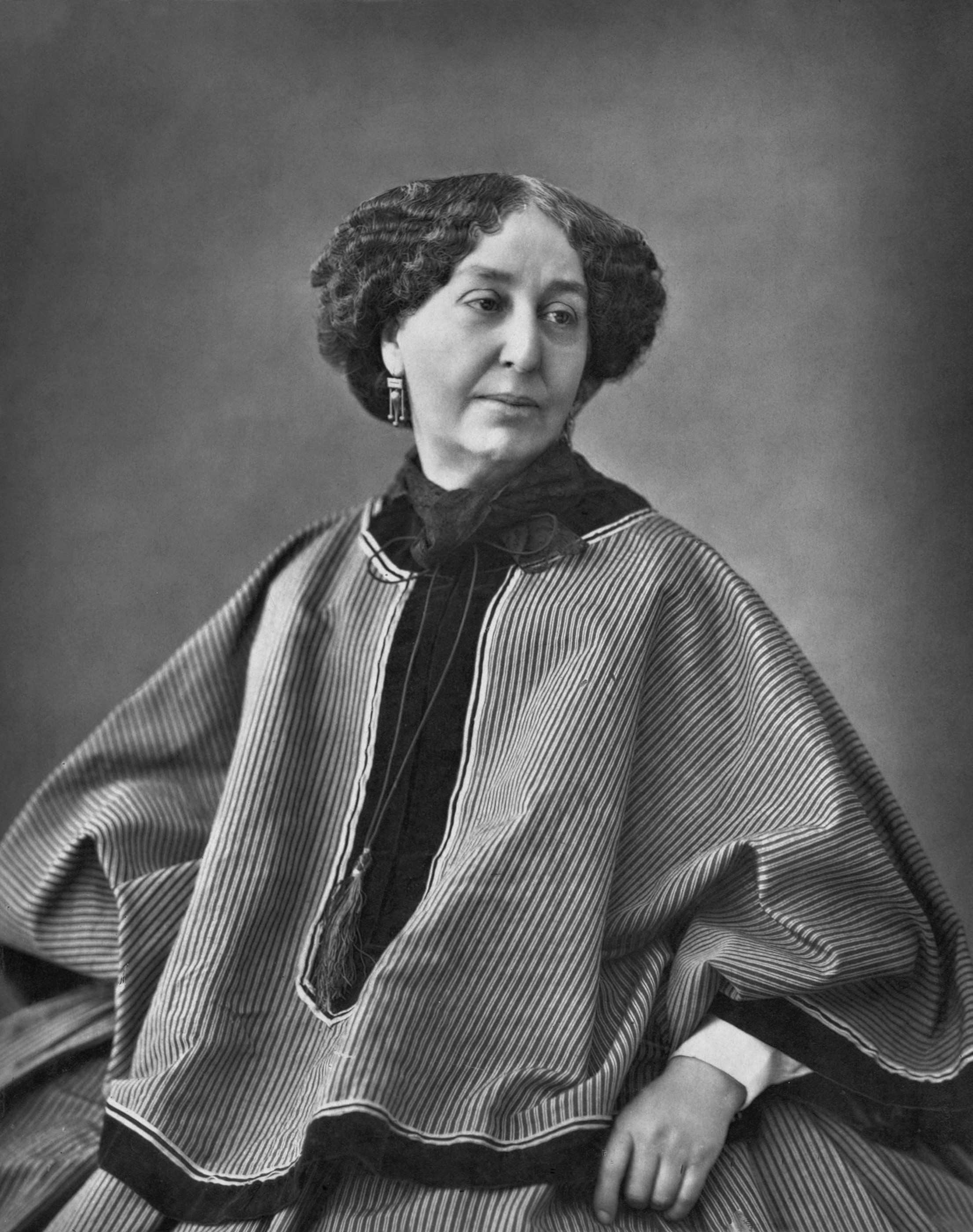
George Sand.
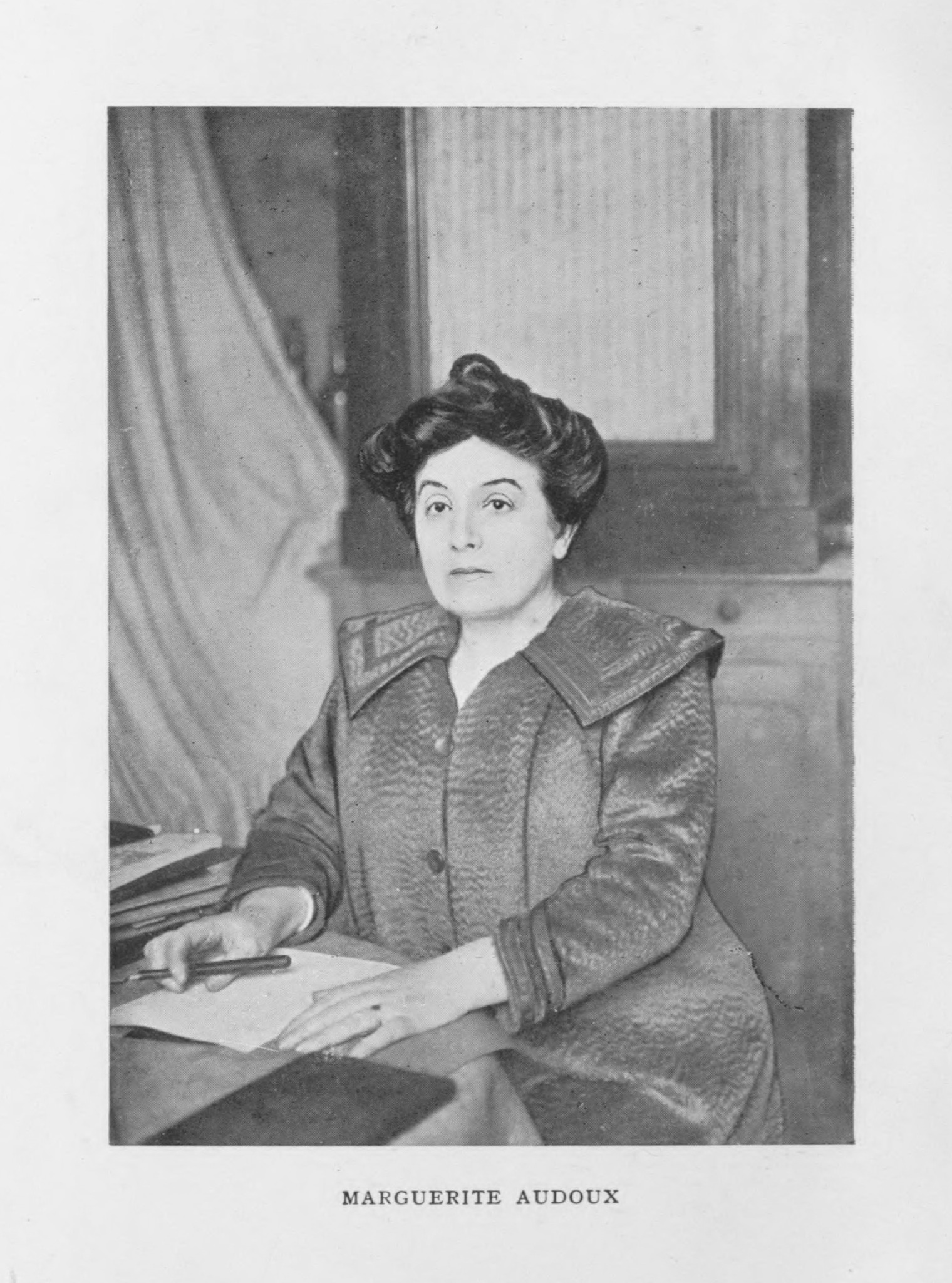
Marguerite Audoux.

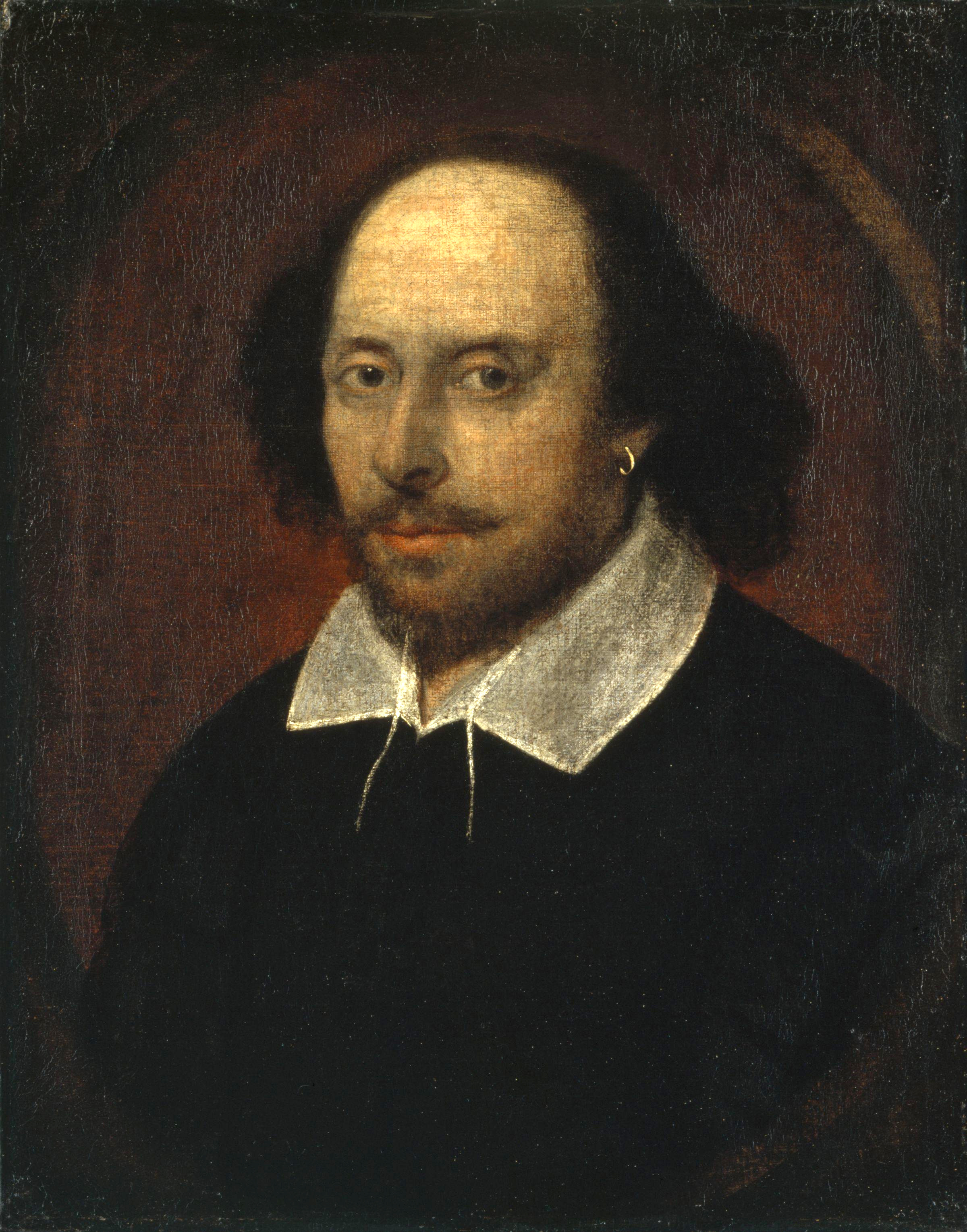
William Shakespeare.
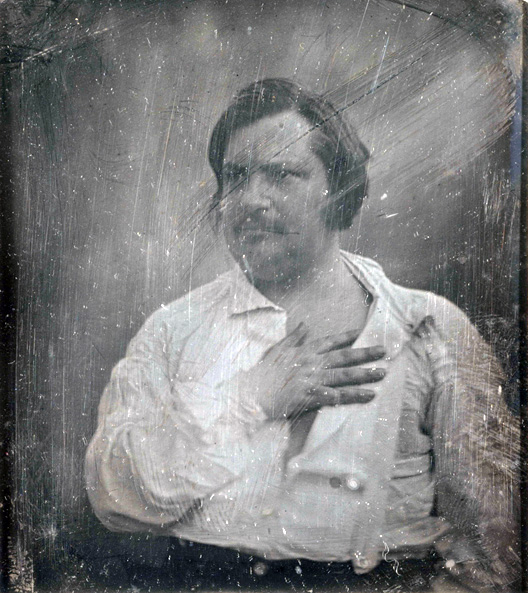
Honoré de Balzac.
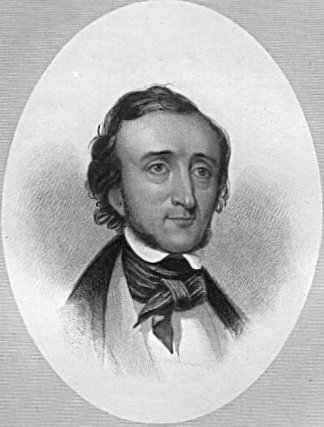
Edgar Allan Poe.
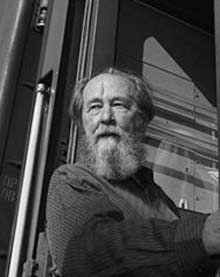
Alexandre Soljenitsyne.
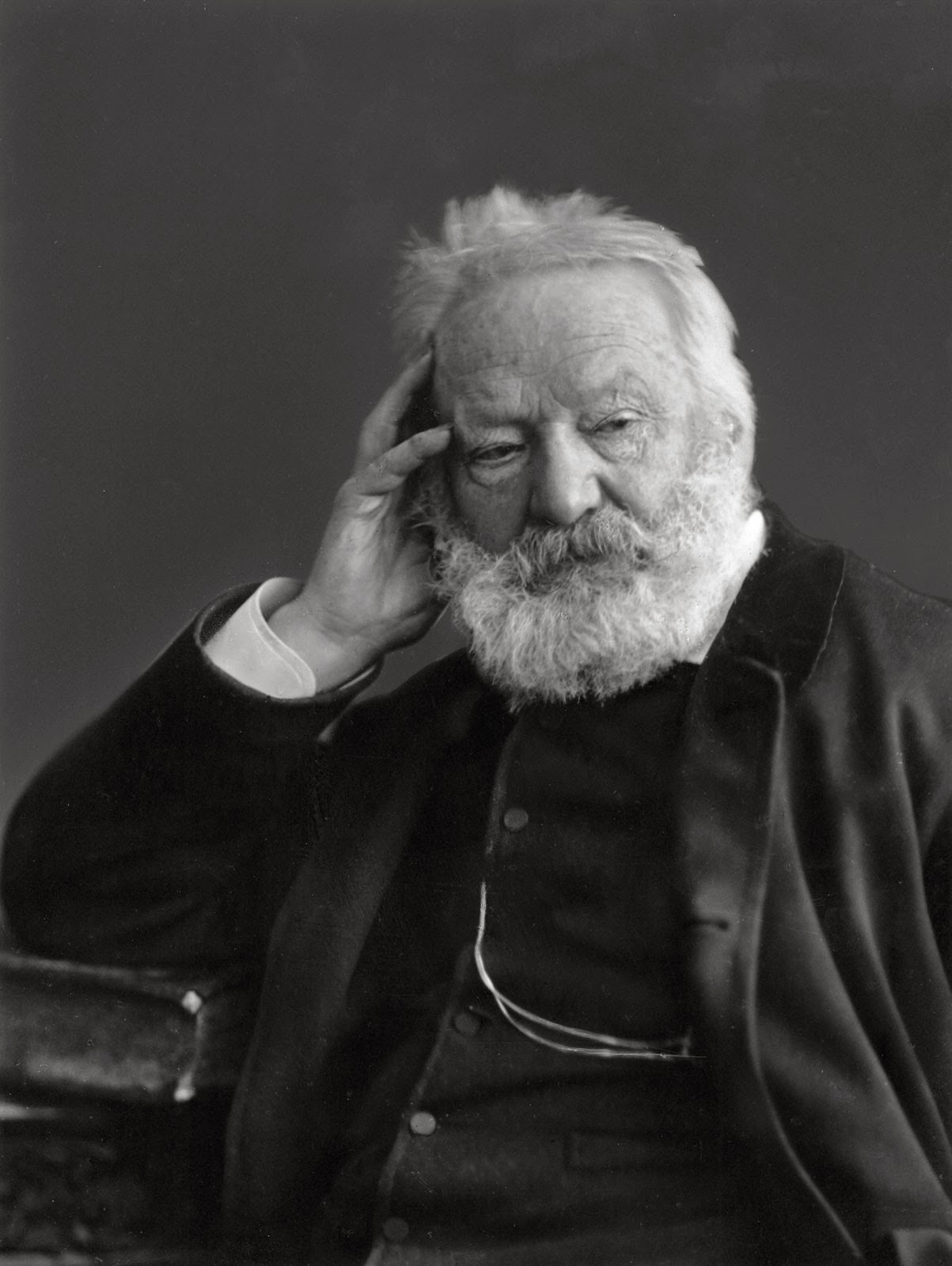
Victor Hugo.
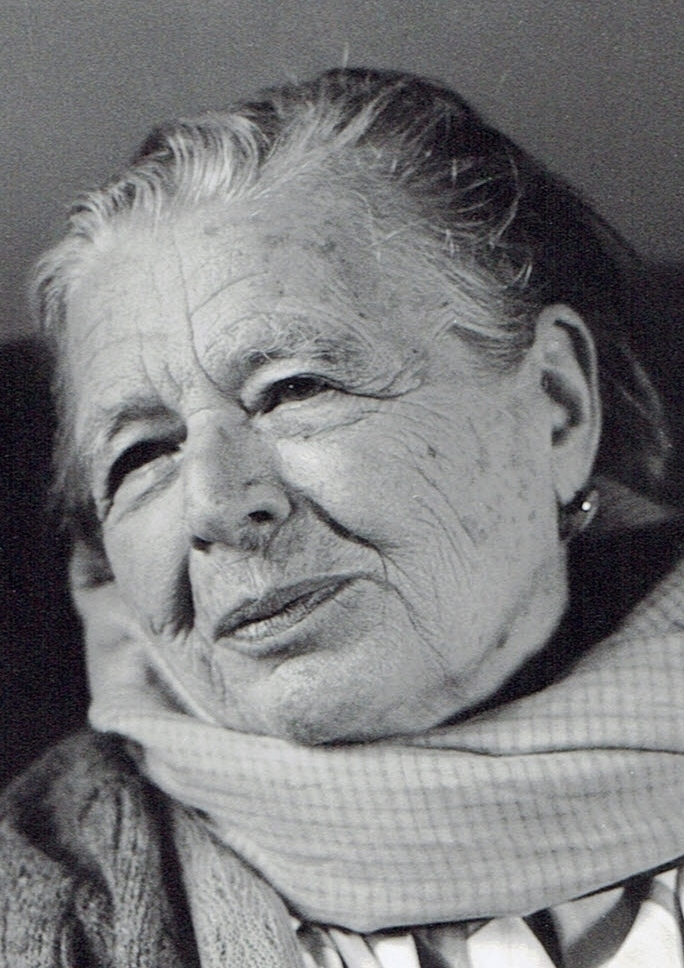
Marguerite Yourcenar.
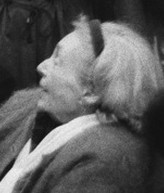
Marguerite Duras.
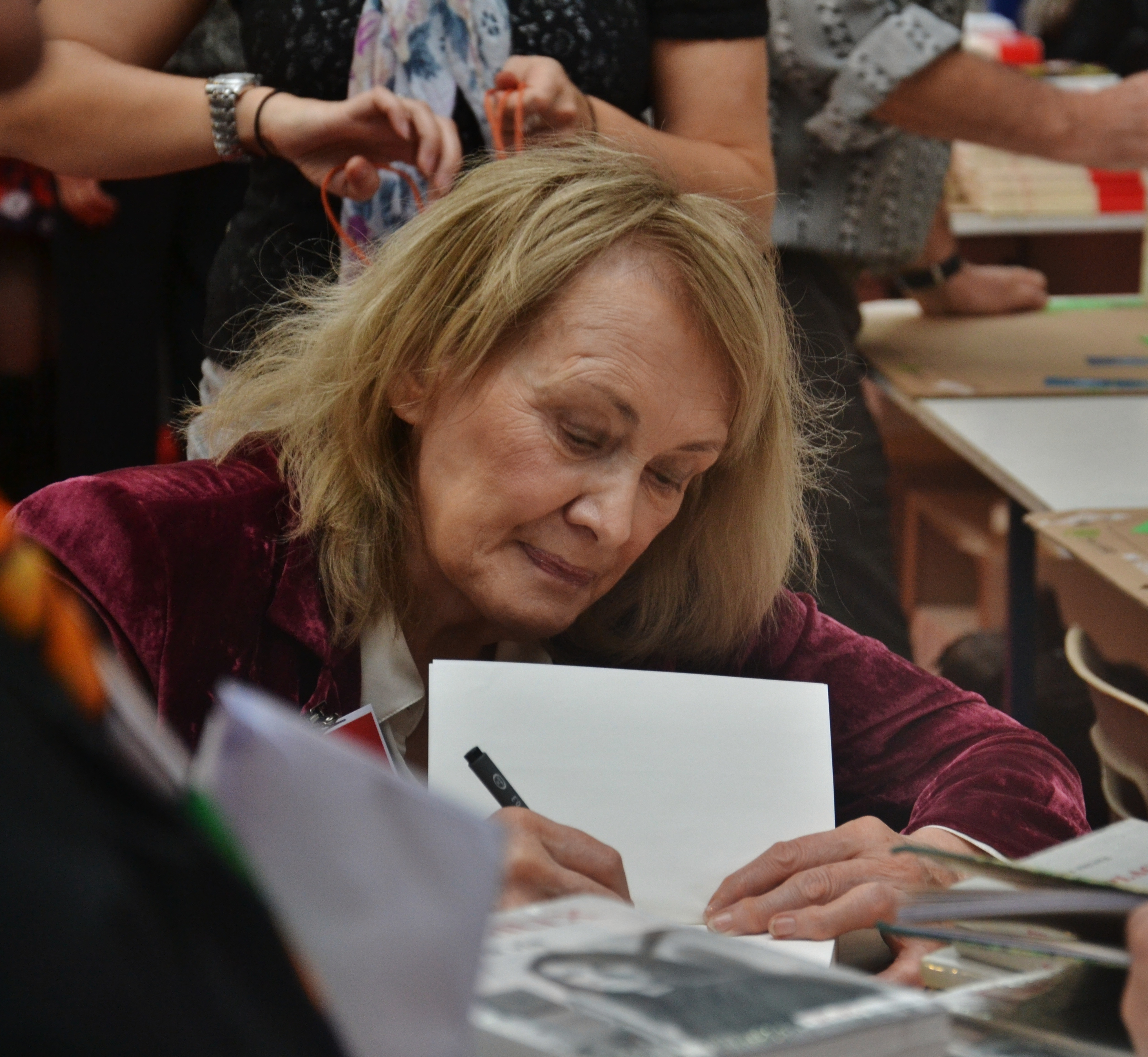
Annie Ernaux.
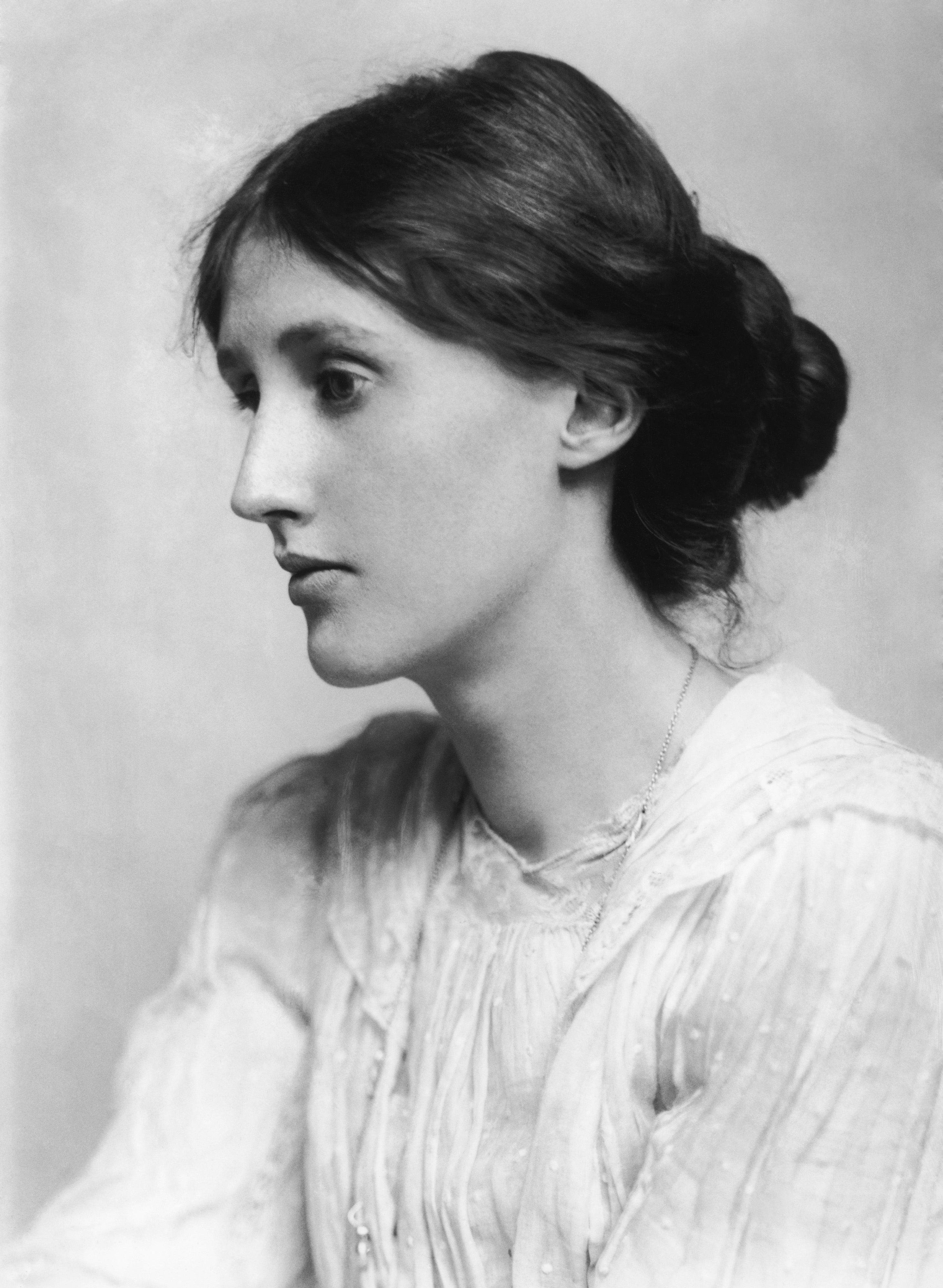
Virginia Woolf.
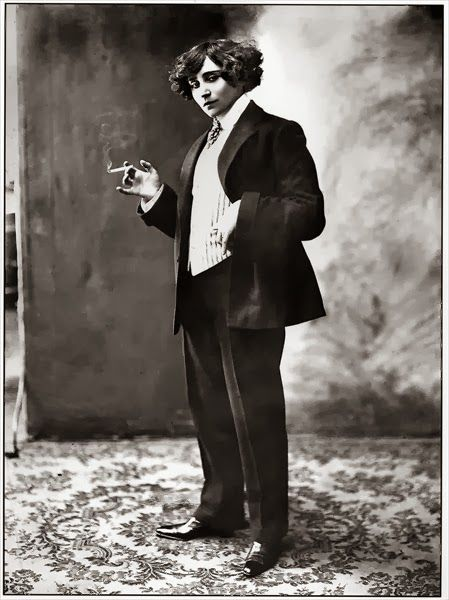
Colette.
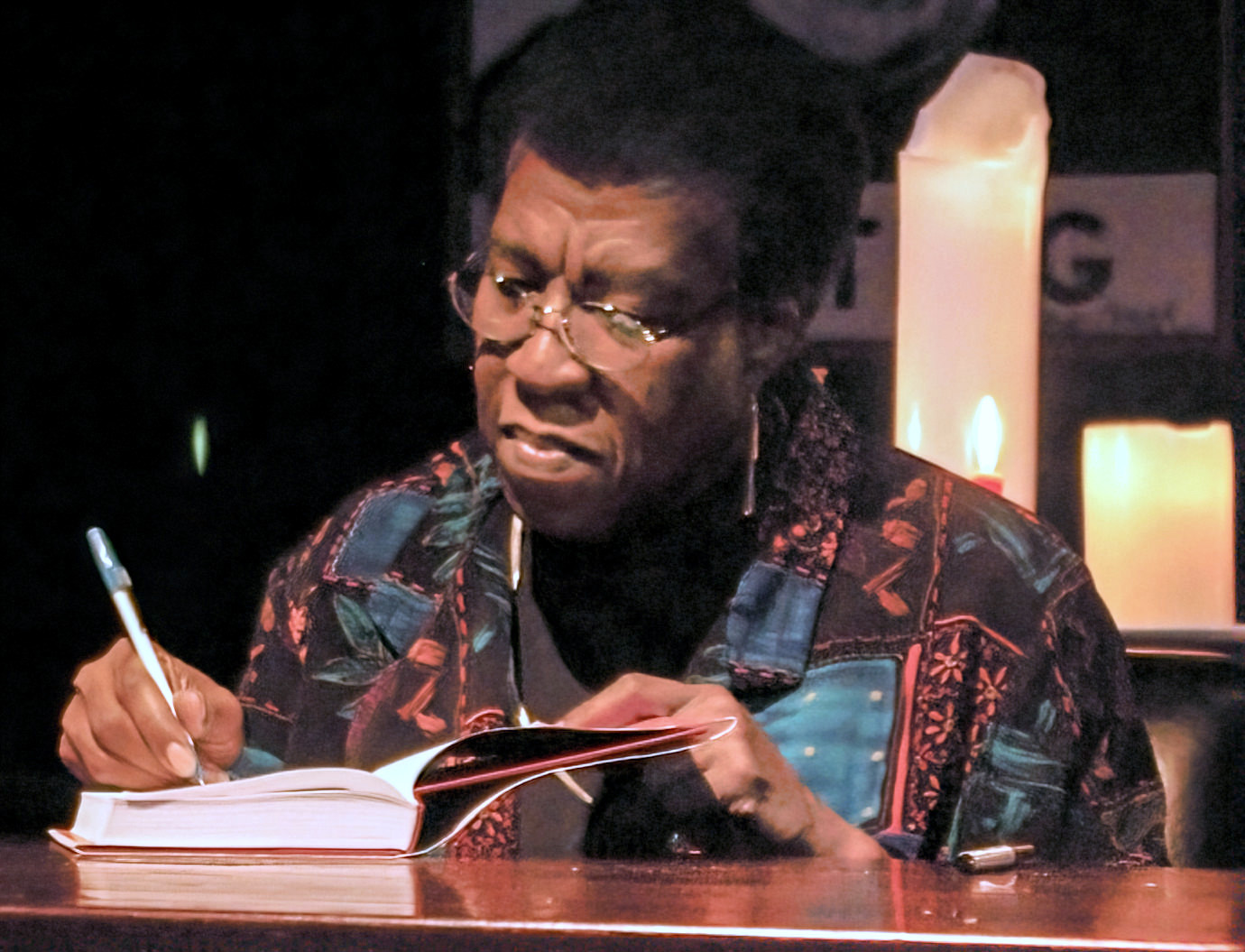
Octavia Butler.
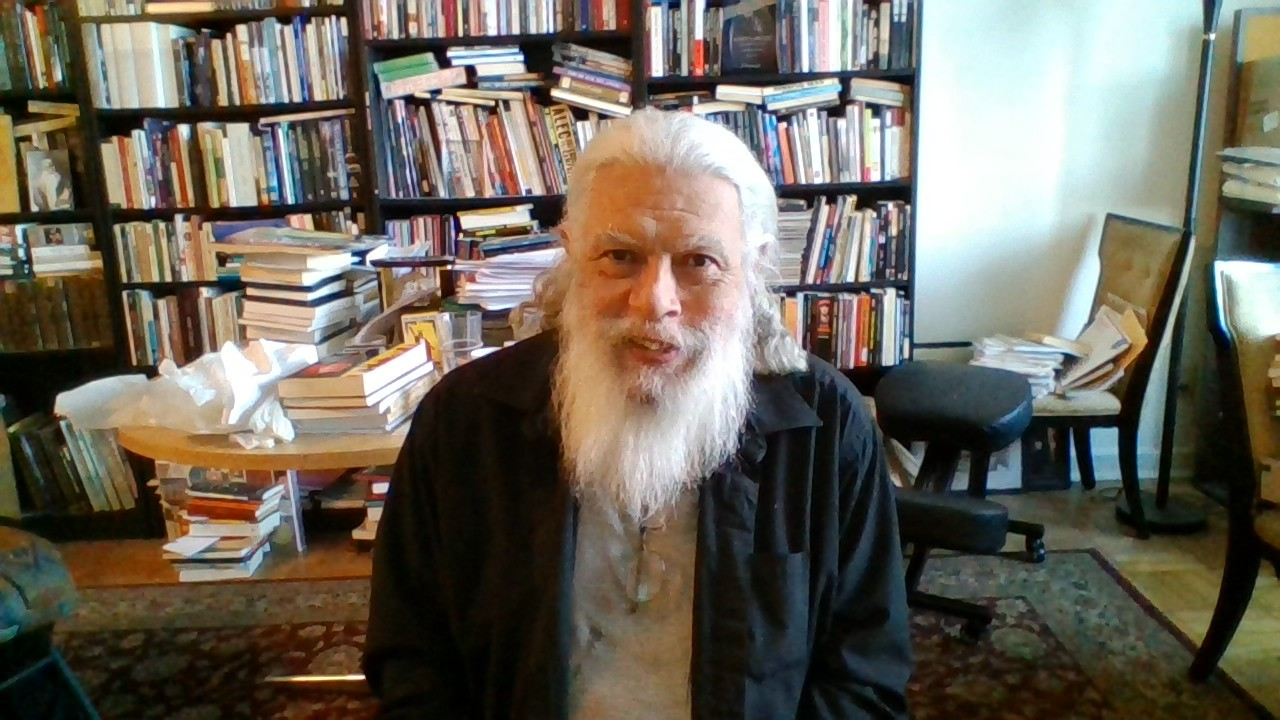
Samuel Delany.
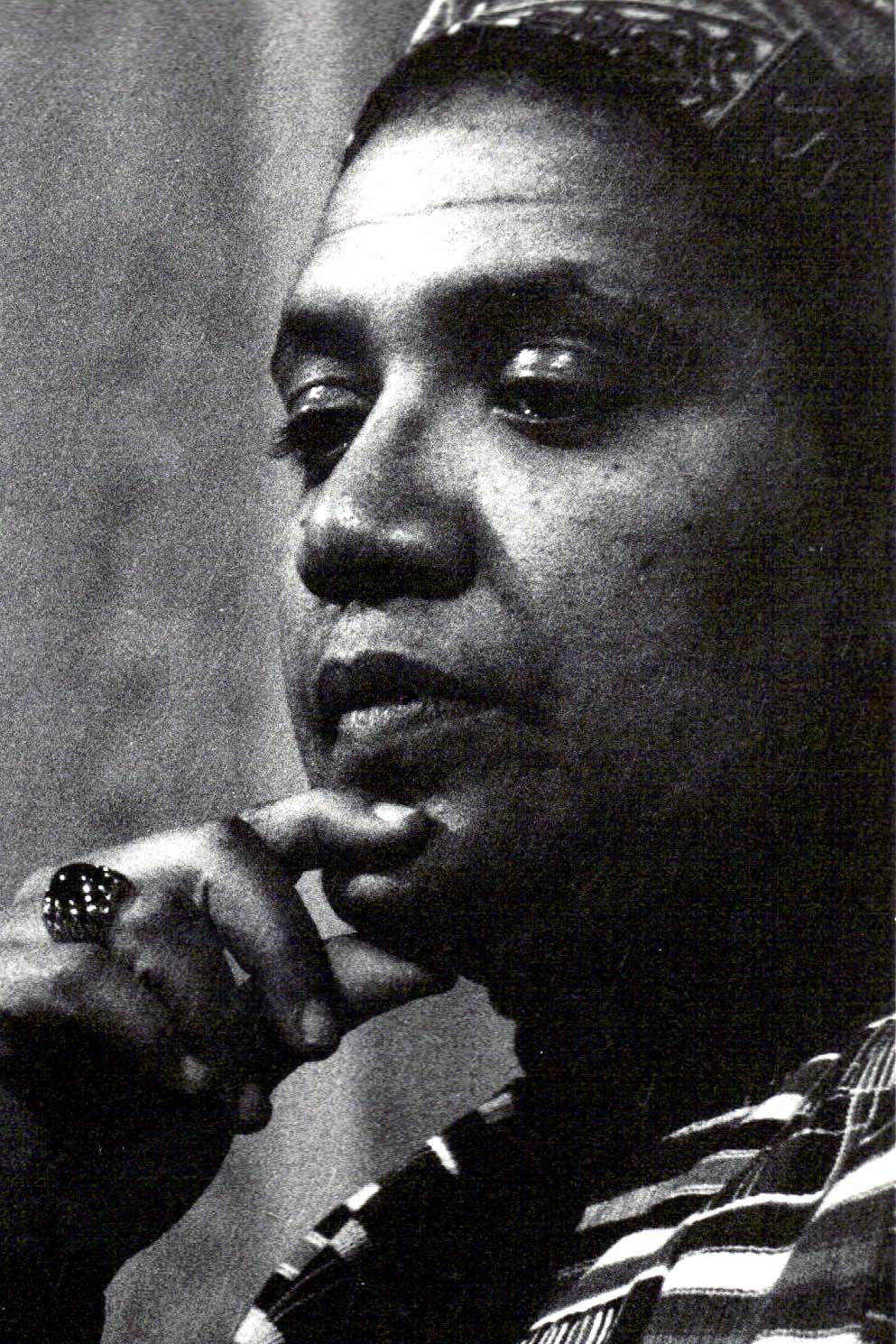
Audre Lorde.
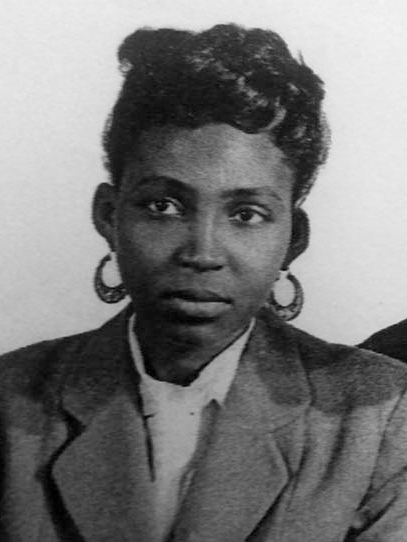
Mariama Bâ.
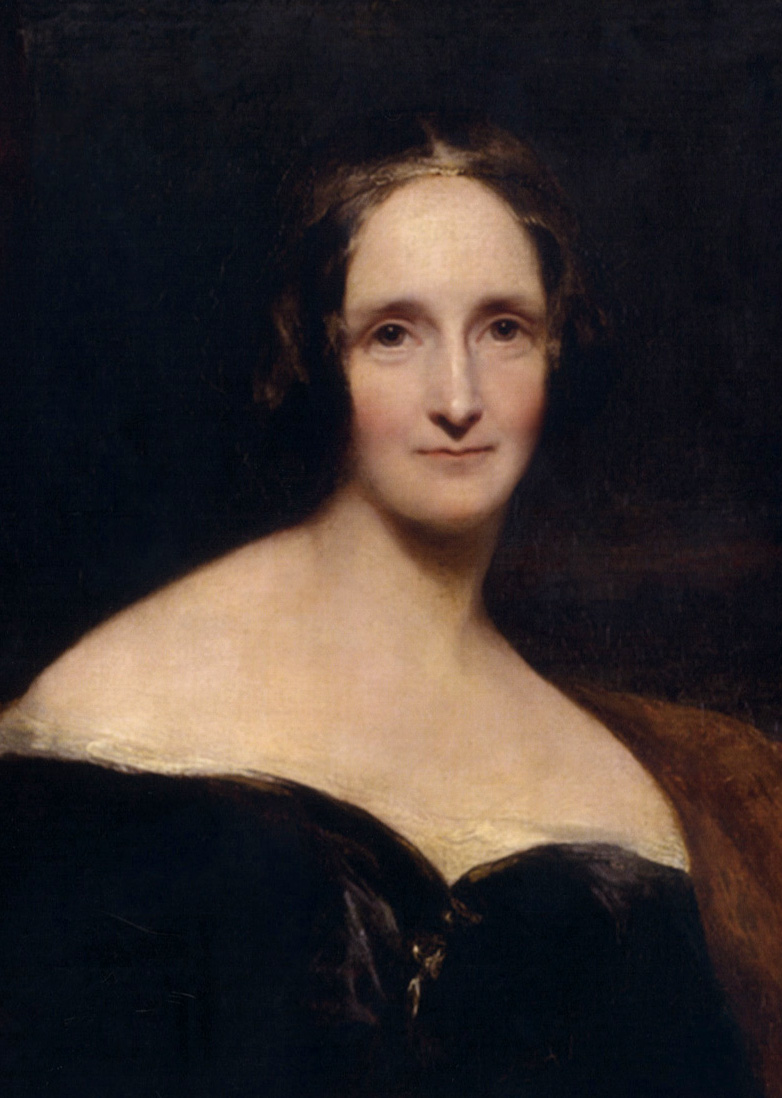
Mary Shelley.
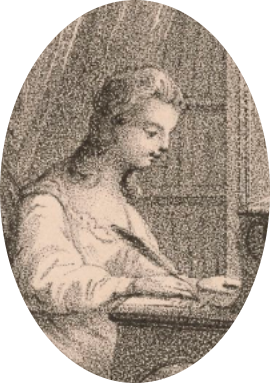
Louise-Félicité de Kéralio.
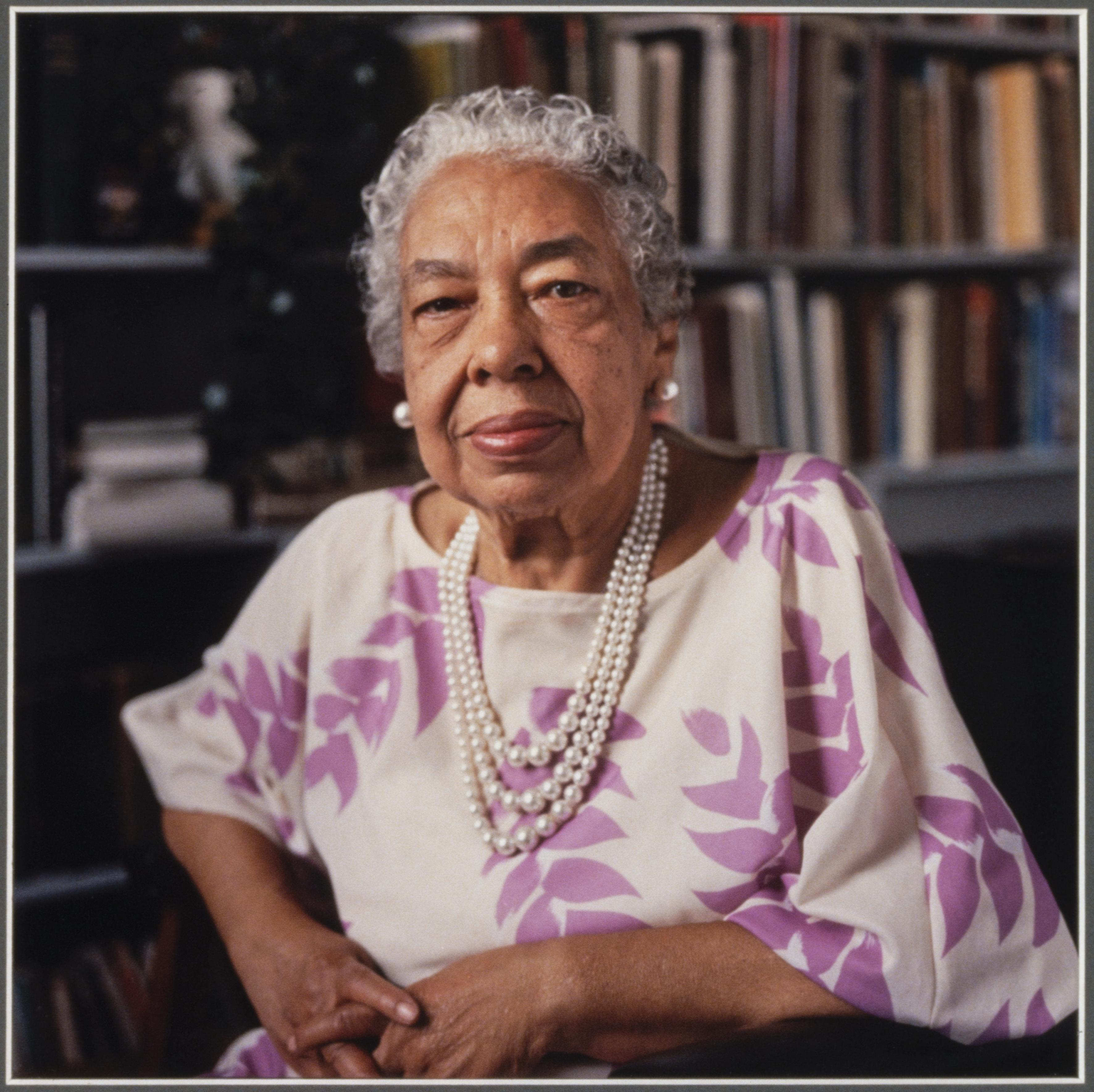
Alice Allison Dunnigan.

Dans le cas où une personne cumule plusieurs de ces activités, on utilise souvent le terme d’« écrivain » ou d'« auteur ».
Certaines formes d'écriture, ne relevant pas toujours de l’écriture littéraire, sont parfois considérées comme relevant du travail d'un écrivain. C'est le cas notamment pour :
- les philosophes ;
- les journalistes ;
- les scénaristes pour le cinéma ;
- les scénaristes de bandes dessinées ;
- les auteurs de chansons ;
- les critiques gastronomiques.

D’autre part, l’utilisation grandissante de médias autres que les livres, magazines ou revues de qualité (par exemple de médias hybrides cumulant textes, sons et images) induit à élargir sensiblement l'extension de la notion d'écrivain.

## Variantes
- Un écrivain public est une personne qui met à disposition d'un public, souvent illettré ou de faible culture, sa capacité à rédiger des lettres ou des documents. Cette profession, qui n’a pas totalement disparu, s’occupe surtout d’aider les gens dans leurs démarches administratives.
- Un scripteur est la personne qui a écrit de sa main un message ou un document sans en être forcément l'auteur.
- Péjorativement, on trouvera parfois écrivaillon ou scribouillard. Le terme littérateur peut parfois aussi être péjoratif. De même plumitif.
- Les termes écrivant et écrivante, qui sont d'un usage très récent dans le milieu de l'enseignement, sont plutôt employés pour désigner quelqu'un qui participe à un atelier d’écriture, et n’est généralement pas considéré comme écrivain. Ils sont employés par Roland Barthes et par Paul Désalmand dans son Guide de l’écrivain pour désigner spécifiquement ceux qui pratiquent l’écriture de documentation (ouvrages techniques, ouvrages de référence) et les distinguer de l’écriture de création ou écriture littéraire.

## Hyponymes
- Un prête-plume, ou nègre littéraire, est une personne qui écrit pour le compte d’une autre, sans être mentionnée.
- Inversement, un écrivain apocryphe est celui « dont l'autorité est suspecte »[8] et à qui l’on attribue faussement ou douteusement un ouvrage.